# Amet
Amet o Ametha fou una thikana (o jagir) dins l'estat de Mewar. La formaven 46 pobles. La capital era Amet (3297 habitants el 1901) situada a la riba dreta del riu Chandrabhaga, a uns 80 km al nord-est d'Udaipur (Rajasthan). El seu senyor portava el títol de rawat i és un dels principals nobles de Mewar, de la família Chondawat del clan sisòdia dels rajputs. L'ancestre fou Patta Singh, mort el 1567 en lluita contra l'emperador Akbar a la porta Ram Pol de la fortalesa de Chitor.

## Llista de rawats
- Siha Singh
- Jagga Singh, fundador del sub clan Jaggawat, vers 1515
- Patta Singh (+1567)
- Karan Singh
- Man Singh I
- Madho Singh
- Goverdhan Singh
- Dule Singh
- Prithwi Singh
- Man Singh II
- Fateh Singh
- Pratap Singh
- Salam Singh vers 1760
- Prithwi Singh II ?-186o o 1861
- Chattra Singh 1860 o 1861-1874 (ocupat per Amar Singh 1861-1862, després rawat de Meja)
- Shivnath Singh 1874-?
- Govind Singh